# Азотна наркоза
Азотната наркоза е наркотично въздействие на газообразния азот, когато се вдишва под повишено налягане. Азотът, основна съставка на въздуха, е доста инертен и преминава в течностите и тъканите на тялото, без да се подлага на химическа промяна. Въпреки че не се използва за поддържане на телесните функции, той има определени ефекти върху тъканите, когато присъства в по-голям процент от вдишвания въздух.
Азотната наркоза е основен проблем при потапяне на водолазите на големи дълбочини, вследствие на което се повишава налягането върху човешкия организъм и нараства концентрацията на разтворения в тъканите азот.

## Симптоми
- лоша преценка;
- краткосрочна загуба на памет;
- проблеми с концентрацията;
- чувство на еуфория;
- дезориентация;
- намалена нервна и мускулна функция;
- хиперфокусиране върху конкретна област;
- халюцинации.[1]